# Hugues Fabrice Zango
Hugues Fabrice Zango (Ouagadougou, 25 de junho de 1993) é um atleta burquinense, especialista em triplo salto e salto em distância. Ele se tornou o primeiro medalhista olímpico de Burkina Faso e detém o recorde mundial em pista coberta do triplo salto com a marca de 18,07 metros.

## Conquistas
| Ano                          | Concorrência                        | Local                           | Posição                      | Evento                       | Medir                        |                              |
| Representando Burquina Fasso | Representando Burquina Fasso        | Representando Burquina Fasso    | Representando Burquina Fasso | Representando Burquina Fasso | Representando Burquina Fasso | Representando Burquina Fasso |
| ---------------------------- | ----------------------------------- | ------------------------------- | ---------------------------- | ---------------------------- | ---------------------------- | ---------------------------- |
| 2013                         | Universíada                         | Cazã, Rússia                    | 6º                           | Triplo salto                 | 15.96 m                      |                              |
| 2013                         | Jogos da Francofonia                | Nice, França                    | 10º                          | Triplo salto                 | 15.97 m                      |                              |
| 2015                         | Universíada                         | Gwangju, Coreia do Sul          | 30º                          | Long jump                    | 6.73 m                       |                              |
| 2015                         | Universíada                         | Gwangju, Coreia do Sul          | 2º                           | Triplo salto                 | 16.76 m                      |                              |
| 2015                         | Campeonato Mundial                  | Pequim, China                   | –                            | Triplo salto                 | NM                           |                              |
| 2015                         | Jogos Pan-Africanos                 | Brazzaville, República do Congo | 5º                           | Triplo salto                 | 16.36 m                      |                              |
| 2016                         | Campeonato Africano                 | Durban, África do Sul           | 2º                           | Triplo salto                 | 16.81 m                      |                              |
| 2016                         | Jogos Olímpicos                     | Rio de Janeiro, Brasil          | 34º                          | Triplo salto                 | 15.99 m                      |                              |
| 2017                         | Jogos da Francofonia                | Abidjan, Costa do Marfim        | 1º                           | Triplo salto                 | 16.92 m                      |                              |
| 2017                         | Universíada                         | Taipé, Taiwan                   | 2º                           | Triplo salto                 | 16.97 m                      |                              |
| 2018                         | Campeonato Mundial em Pista Coberta | Birmingham, Reino Unido         | 6º                           | Triplo salto                 | 17.11 m                      |                              |
| 2018                         | Campeonato Africano                 | Asaba, Nigéria                  | 8th                          | 4 × 100 m relay              | 40.96 s                      |                              |
| 2018                         | Campeonato Africano                 | Asaba, Nigéria                  | 1º                           | Triplo salto                 | 17.11 m                      |                              |
| 2019                         | Jogos Pan-Africanos                 | Rabat, Marrocos                 | 1º                           | Triplo salto                 | 16.88 m                      |                              |
| 2019                         | Campeonato Mundial                  | Doha, Qatar                     | 3º                           | Triplo salto                 | 17.66 m                      |                              |
| 2021                         | Jogos Olímpicos                     | Tóquio, Japão                   | 3º                           | Triplo salto                 | 17.47 m                      |                              |

## Melhores marcas pessoais
| Evento       | Evento        | Medir   | Local                   | Encontro              |
| ------------ | ------------- | ------- | ----------------------- | --------------------- |
| Salto triplo | Pista Coberta | 18,07 m | Aubière, França         | 16 de janeiro de 2021 |
| Salto triplo | Ar Livre      | 17,92 m | Székesfehérvár, Hungria | 6 de julho de 2021    |

- Todas as informações foram retiradas do perfil da IAAF.